# Ruschia amicorum
Ruschia amicorum är en isörtsväxtart som först beskrevs av L. Boi., och fick sitt nu gällande namn av Schwant. Ruschia amicorum ingår i släktet Ruschia och familjen isörtsväxter. Inga underarter finns listade i Catalogue of Life.